# Alicia Markova

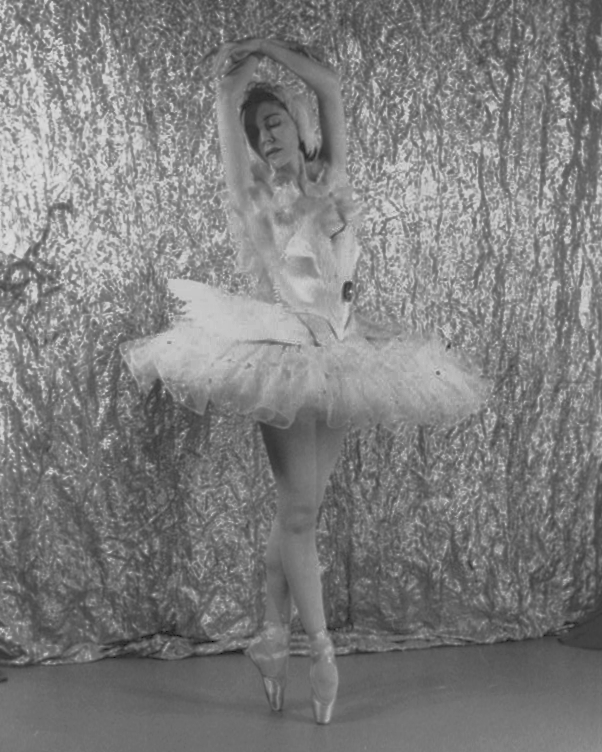
Alicia Markova som Den döende svanen (1948).

Alicia Markova, ursprungligen Lilian Alicia Marks, född 1 december 1910 i London, död 2 december 2004 i Bath, Somerset, var en brittisk ballerina.
Markovas första engagemang som dansös var i pantomimföreställningen Dick Whittington vid tio års ålder. Markova kom därefter att studera balett för den ryska ballerinan Serafina Astafieva, som tidigare hade varit anställd vid Mariinskijbaletten i Sankt Petersburg. Den ryske balettchefen och impressarion Sergej Djagilev uppmärksammade den unga flickans talang och erbjöd henne en plats i Ballets Russes, som uppförde de klassiska baletterna i Storbritannien och USA. Markova dansade för detta balettsällskap mellan 1925 och 1929. Koreografen George Balanchine utvalde henne för huvudrollen i Näktergalen av Igor Stravinskij. Matilda Ksjesinskaja övade henne för en särskild uppsättning av akt 2 av Svansjön där Markova dansade rollen som Odette. Åren med Ballets Russes gav Markova fördjupad teknik och intensiv träning gällande utförande och uthållighet.
Djagilev dog 1929, och Ballets Russes upplöstes. Den då 19-åriga Markova återvände till England för att samarbeta med två av den brittiska balettens pionjärer, Marie Rambert och Ninette de Valois. Den brittiske koreografen Frederick Ashton skapade en rad solistroller för Markova under 1930-talets första hälft, bland andra La Péri, Façade, Foyer de Danse, Les Masques, Les Rendez-vous och Mephisto Waltz. Dessa roller var alla mycket krävande tekniskt sett. 1934 gav Nikolaj Sergejev henne titelrollen i omgestaltningen av baletten Giselle. Giselle kom att bli Markovas paradnummer. Hon dansade även i Sergejevs tolkningar av Nötknäpparen och Svansjön. 
Tillsammans med kollegan Anton Dolin bildade Markova 1935 det lilla balettsällskapet Markova-Dolin Ballet, med vilket hon turnerade i två år. Hon fann dock bättre stadga i Ballet Russe de Monte Carlo, som var en vidareutveckling av Djagilevs avsomnade Ballets Russes. 
1938 dansade Markova för första gången i USA. Det skedde i New York i samband med uppsättningen av Giselle, och hon prisades av både publik och balettkritiker. Markova träffade Léonide Massine som skapade flera roller enkom för henne, bland annat i Rouge et Noir. Massine erbjöd Markova titelrollen i den påkostade uppsättningen av Aleko som bygger på en dikt av Aleksandr Pusjkin. 
Markova anslöt sig senare till Ballet Theatre, där hon återskapade Marie Taglionis roll i Pas de Quatre. Hon gjorde även succé som Julia i  Antony Tudors The Tragedy of Romeo and Juliet 1943. Efter andra världskriget begav sig Markova och Dolin tillbaka till England och bildade där ett nytt balettsällskap, London Festival Ballet. Under de följande åren både koreograferade och dansade de en rad baletter. Detta sällskap går idag under namnet English National Ballet och är en av Storbritanniens ledande balettinstitutioner.
Markova fortsatte att turnera världen över och dansa balett, innan hon officiellt drog sig tillbaka 1962. Under sex år var hon regissör vid  Metropolitan Opera House i New York. Hon var även gästprofessor i dans vid Cincinnatis universitet.
Alicia Markova adlades 1963 som Kommendör av 1 klass av Brittiska imperieorden (DBE). Hon publicerade två självbiografier, Giselle and I (1960) och Markova Remembers (1986).